# 格里舍夫卡农村居民点
格里舍夫卡农村居民点（俄语：Гришевское сельское поселение）是俄罗斯联邦沃罗涅日州波德戈连斯基区所属的一个农村居民点。其下辖有11个居民点，行政中心为奥佩特。据2016年统计，该农村居民点的人口为1493人。